# 旧伊藤伝右衛門邸

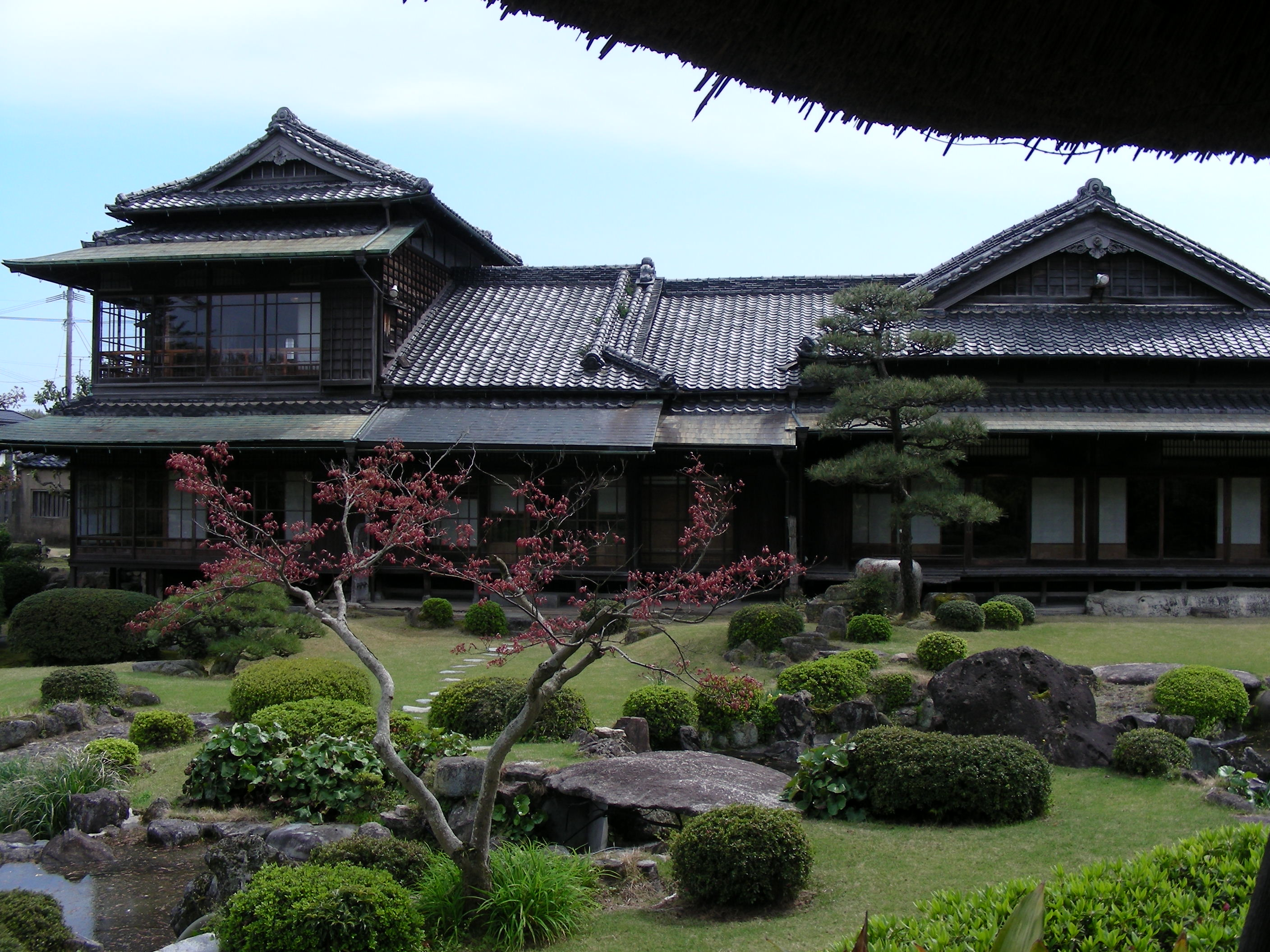
旧伊藤伝右衛門邸主屋

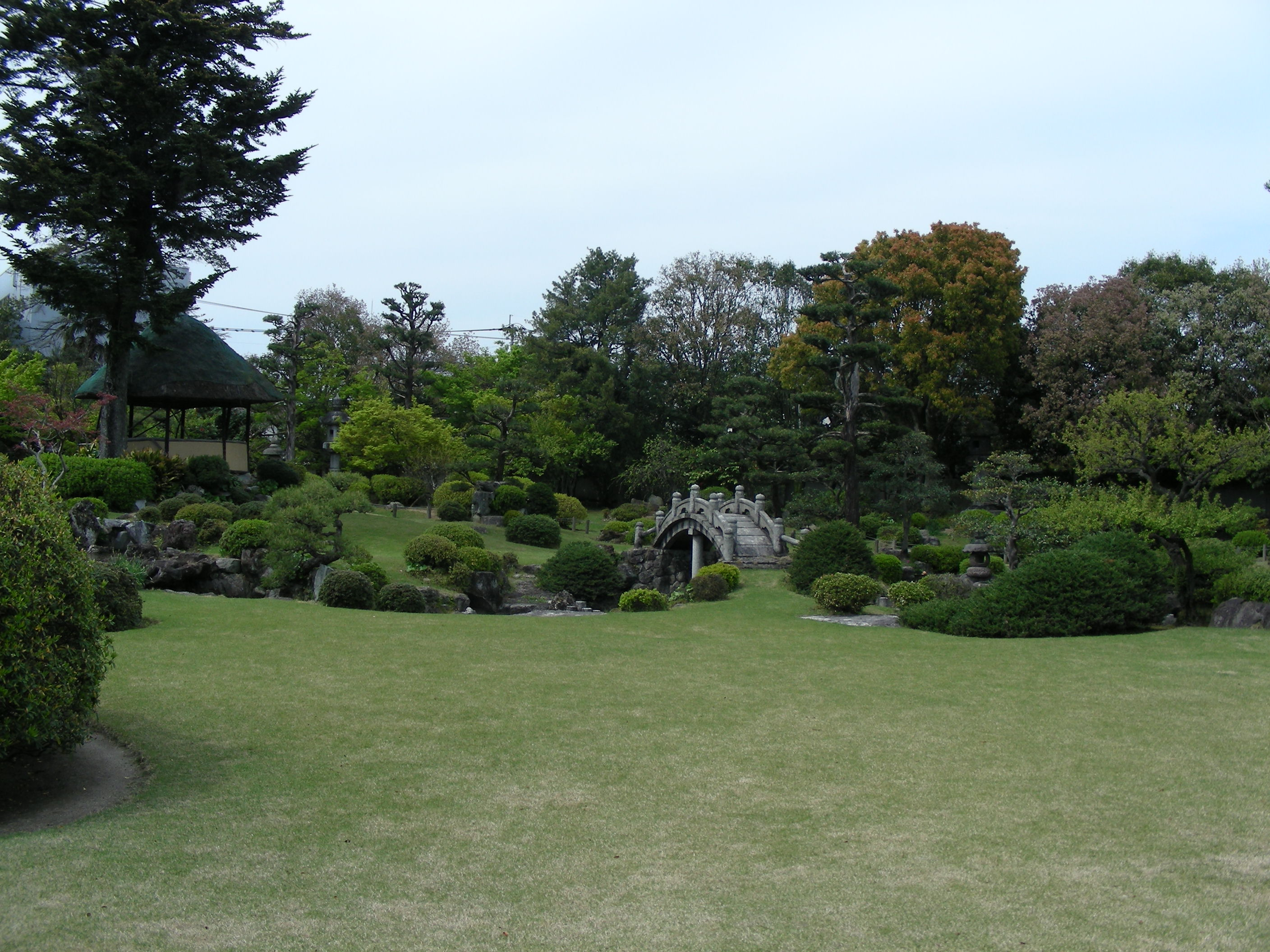
旧伊藤伝右衛門邸の庭園

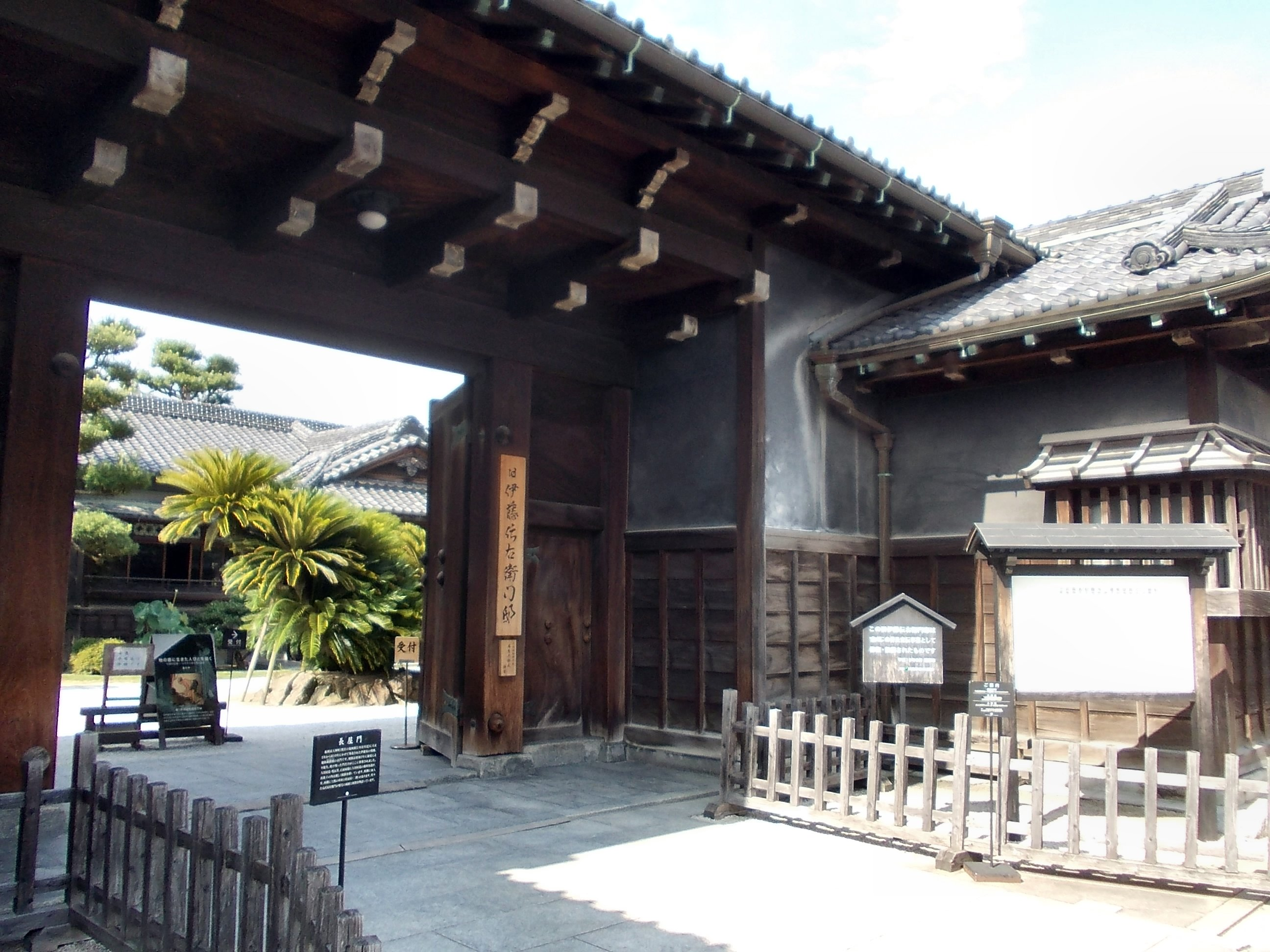
福岡市天神の赤銅御殿から移築された長屋門

旧伊藤伝右衛門邸（きゅういとうでんえもんてい）は、福岡県飯塚市幸袋にある伝統的建造物。炭鉱経営者であった伊藤伝右衛門が大正時代中期から昭和初期にかけて自身の本邸として造営したものである。門は福岡市天神の赤銅御殿から移築されたもの。
庭園は「旧伊藤傳右エ門氏庭園（きゅういとうでんえもんしていえん）」として国の名勝に指定されており、建物とともに一般公開されている。また、建物（主屋など7棟）は2020年に国の重要文化財に指定されている。

## 旧伊藤傳右エ門氏庭園
旧伊藤傳右エ門氏庭園は、旧伊藤伝右衛門邸の庭園である。邸宅南側の馬車廻しを中心とする広場、建築群に挟まれた中庭、邸宅北側の主庭の3つの部分で構成される。このうち主庭は主屋からの展望をも考慮した回遊式庭園である。2011年9月21日付で国（文部科学大臣）の名勝に指定された。傳右衛門の二度目の妻・柳原白蓮が嫁入り道具として持参した石灯篭 が残る。

## 旧伊藤家住宅

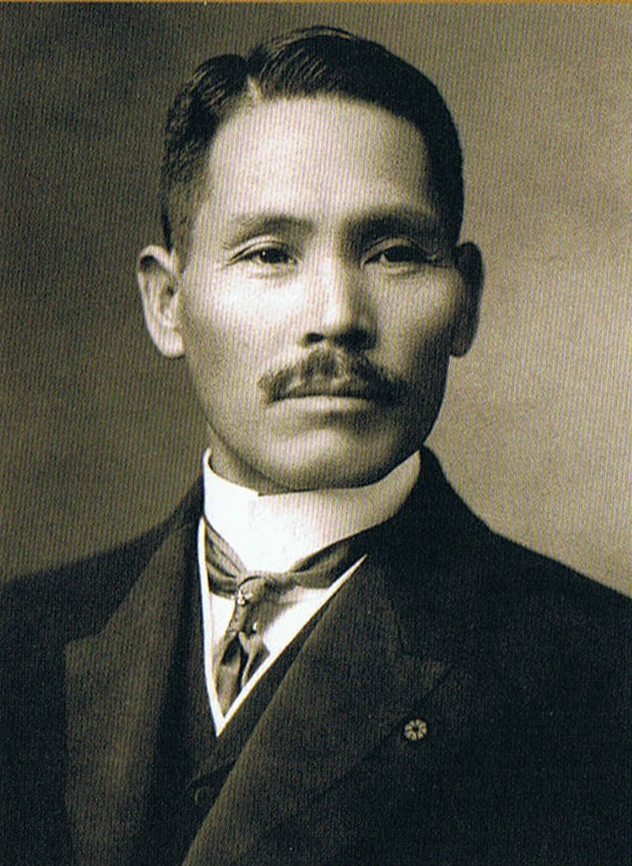
伊藤伝右衛門
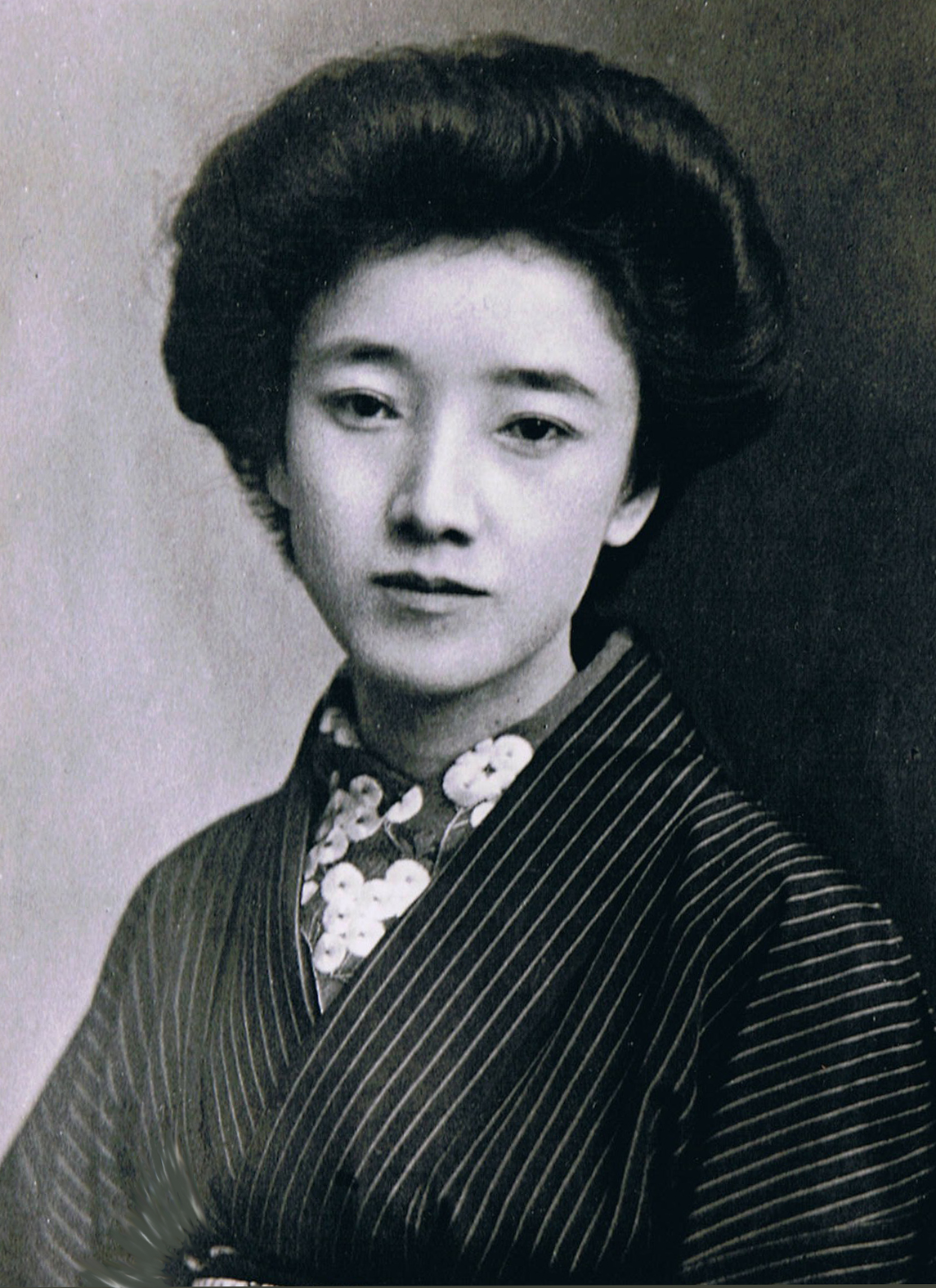
柳原白蓮

旧伊藤伝右衛門邸の建物は、「旧伊藤家住宅」の名称で、2020年に国の重要文化財に指定された。指定対象は以下の7棟。
- 旧伊藤家住宅 7棟
  - 主屋
  - 表物置
  - 道具蔵
  - 骨董蔵
  - 事務室
  - 書生室
  - 長屋門
  - 附 ポンプ小屋
  - 附 建築図面1枚 昭和九年二月の記がある

伝右衛門の死後は所有者が変わり、一時は取り壊しも検討されたが、飯塚市への譲渡が決まり補修工事ののち一般公開されている。なお公式サイトおよび入場券の「旧伊藤伝右衛門邸」の表題は同じ筑豊の石炭王の末裔である麻生太郎の揮毫によるものである。

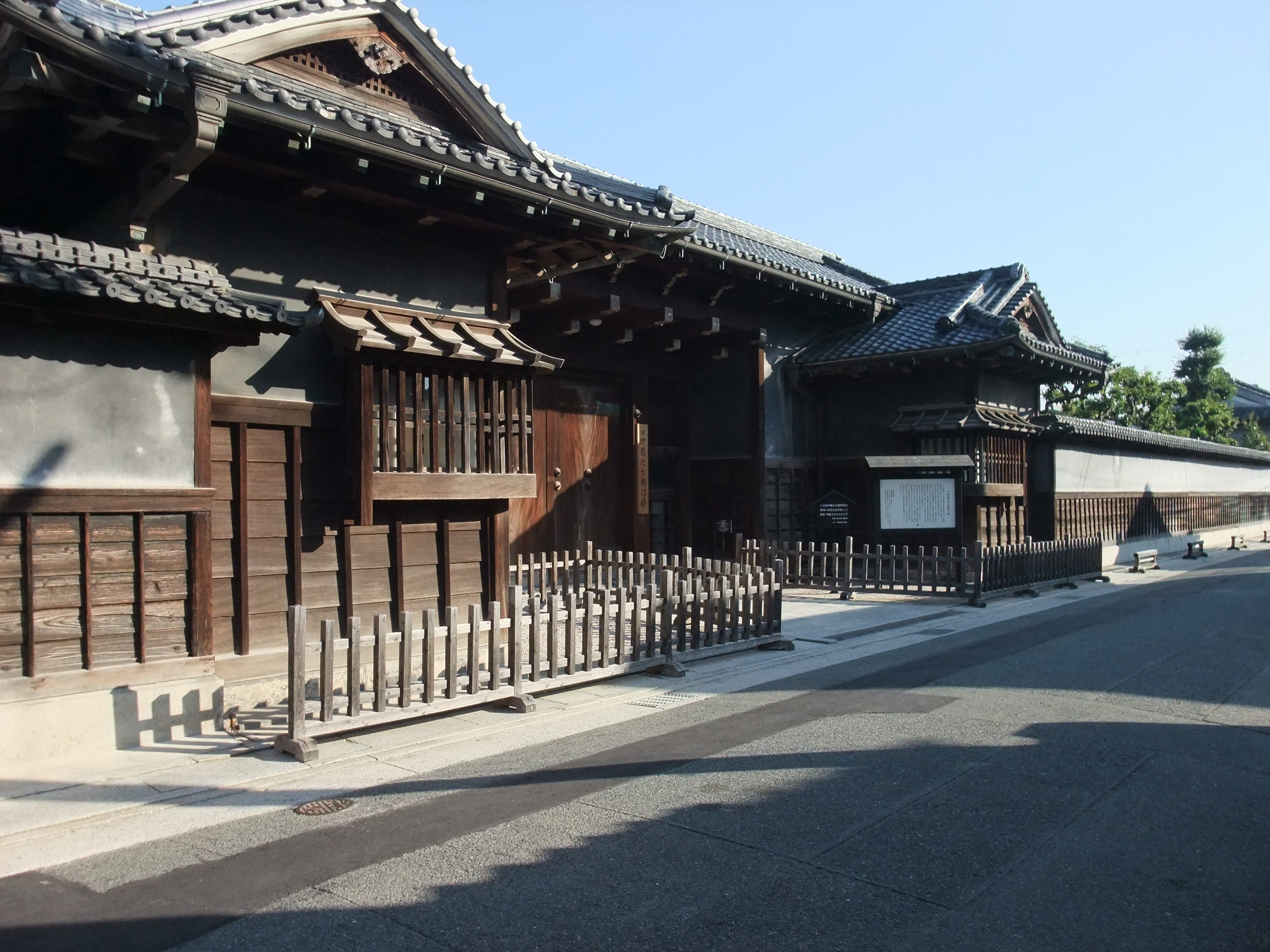
長屋門
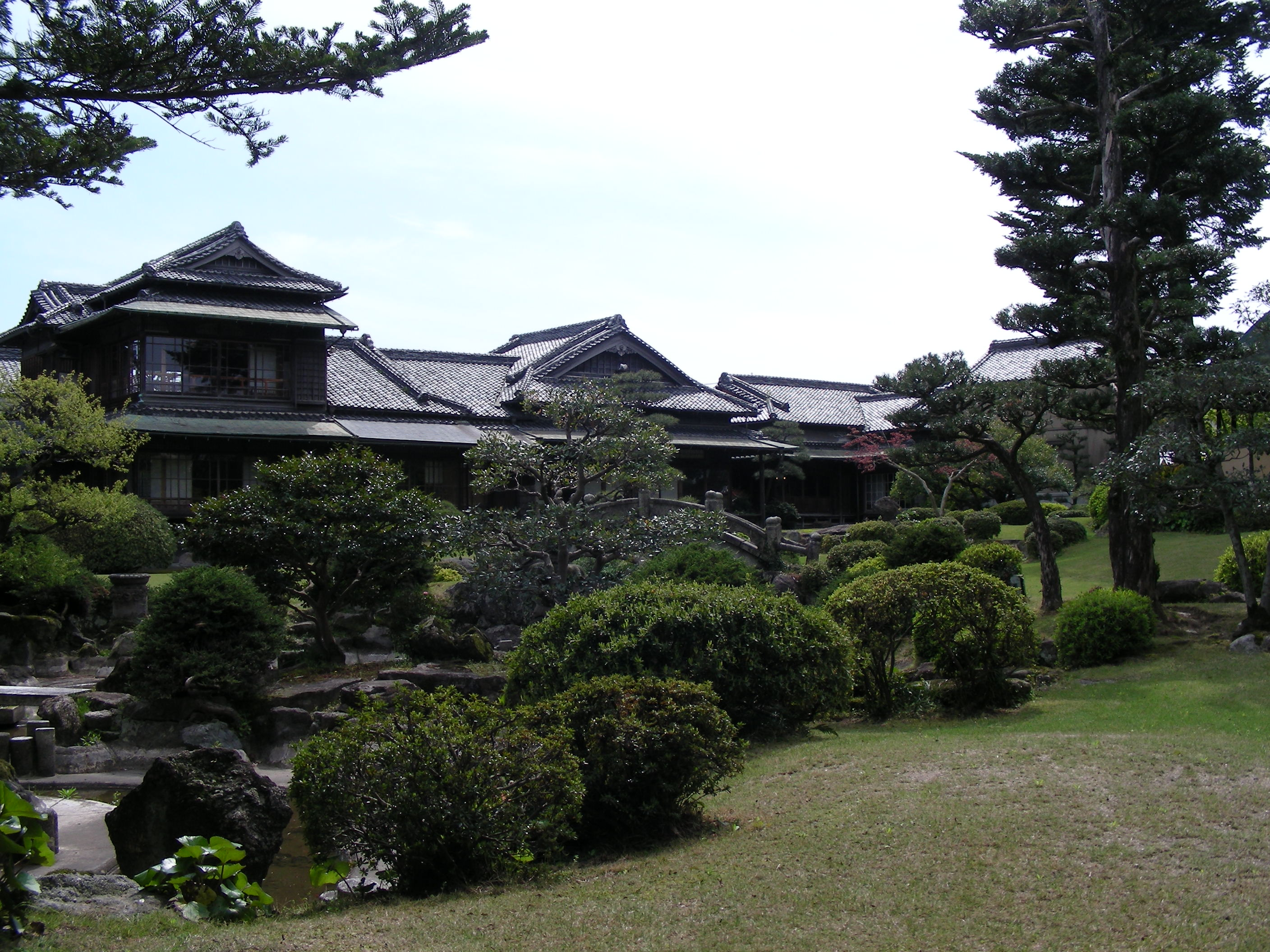
庭園から見た主屋
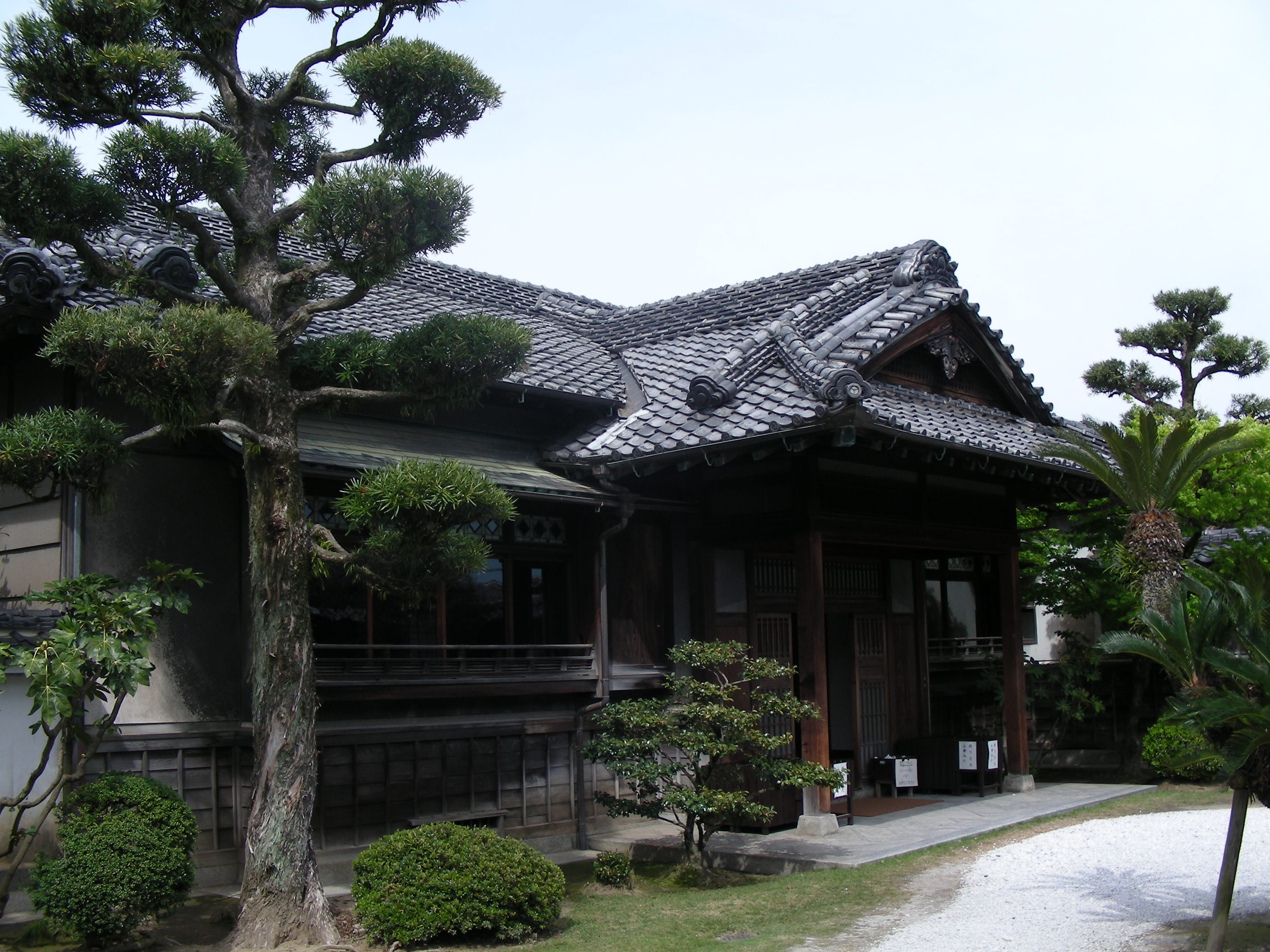
主屋南側の表玄関
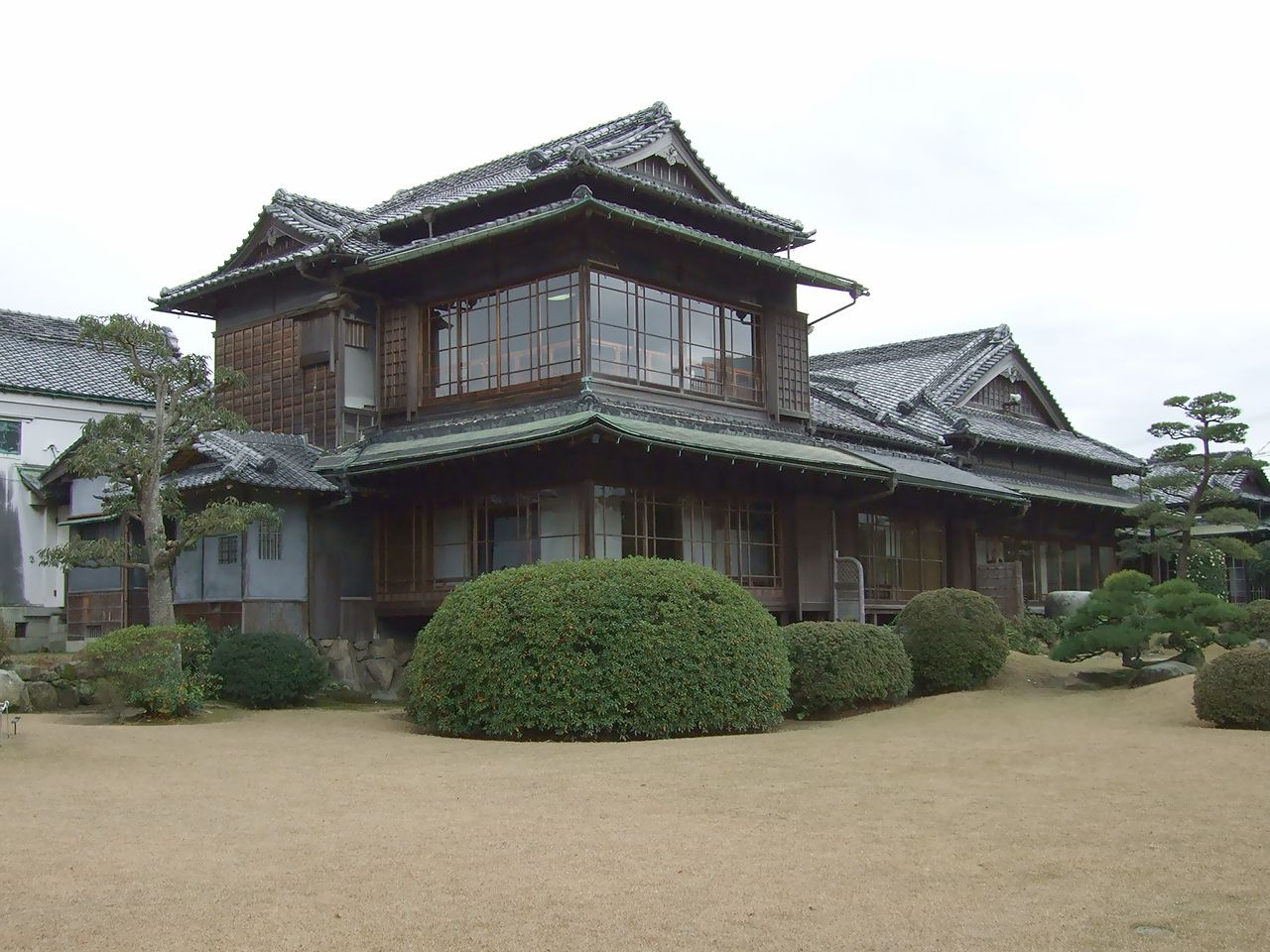
主屋東北の2階座敷（柳原白蓮の居室）
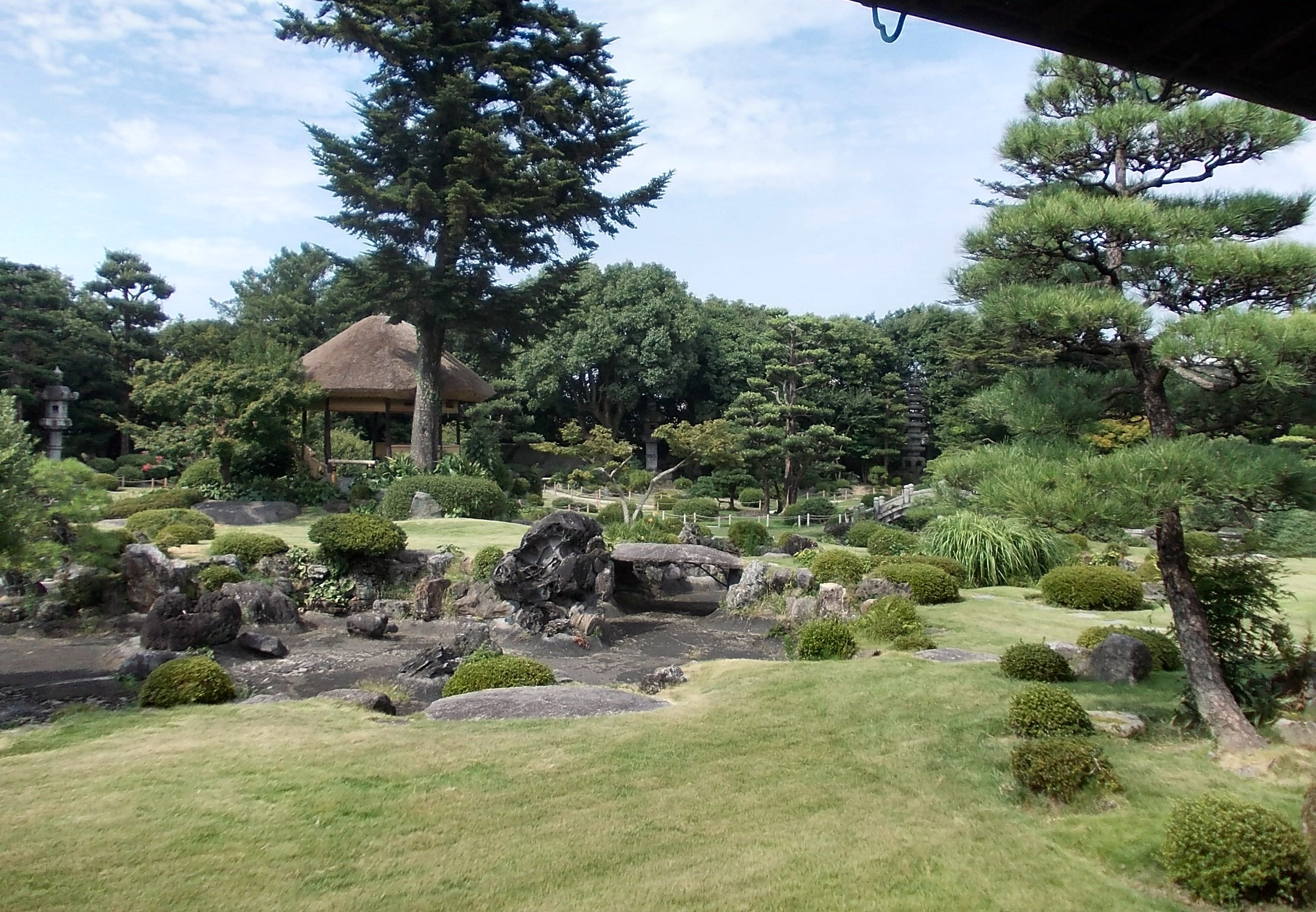
庭園
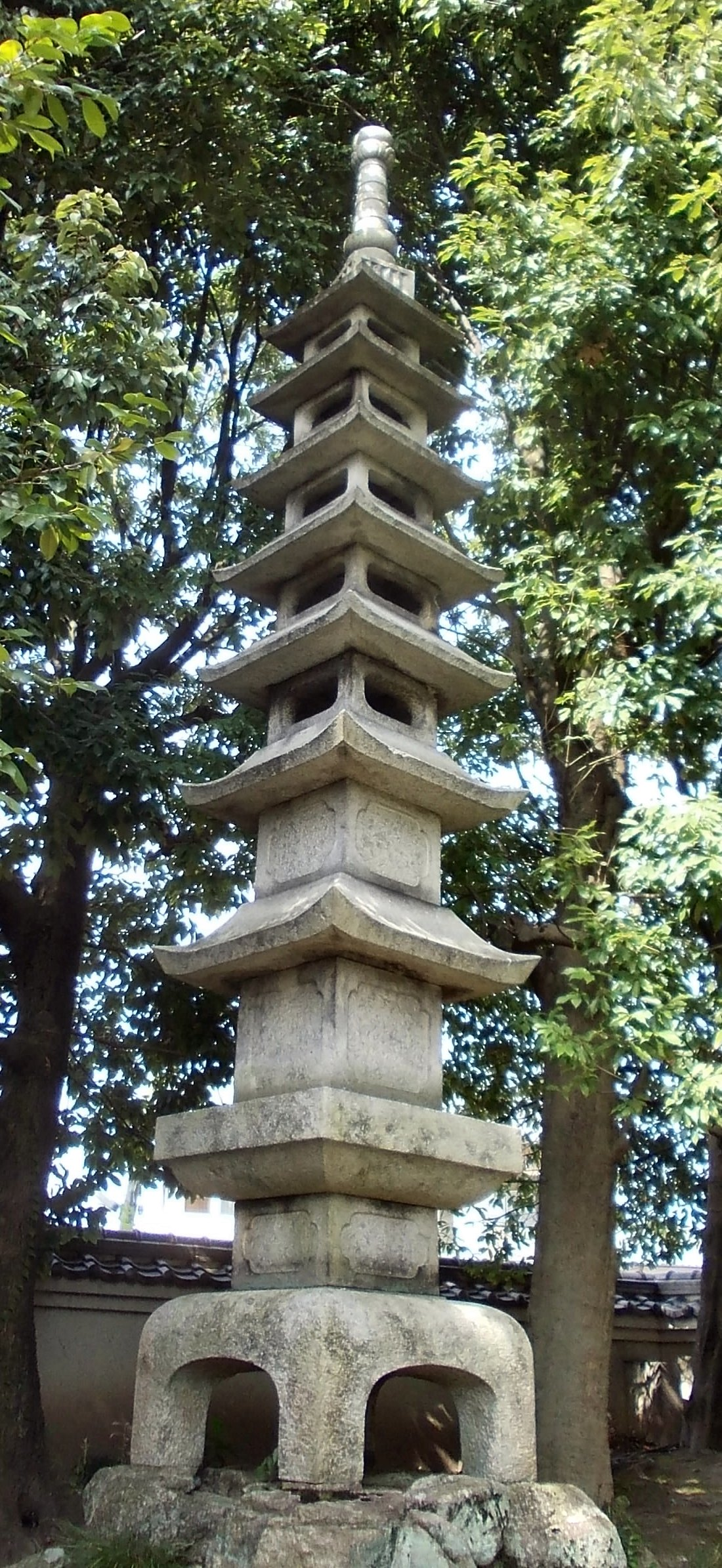
庭園内の層塔

- 伊藤伝右衛門
- 柳原白蓮

## イベントなど
旧伊藤伝右衛門邸では飯塚市観光協会などの主催で各種イベント会場となる事が多く、『いいづか雛のまつり』（毎年3月）や各種企画展が開催される。
将棋の女流王位戦の対局場としても知られており、2014年5月21日には第25期王位戦対局（甲斐智美女流王位 - 清水市代女流六段）が開催された。
2017年（平成29年）4月20日に敷地内にある飯塚観光協会が運営するお土産売り場が「ミュージアムショップ白蓮」として新装開店。

## 交通アクセス
- JR九州筑豊本線新飯塚駅より西鉄バス赤池工業団地ゆきに乗車し「幸袋・旧伊藤伝右衛門邸前」バス停下車、徒歩2分
- マイカーの場合、九州自動車道福岡インターチェンジから八木山バイパスなどを経由し約25㎞、もしくは同鞍手インターチェンジから約18㎞。

#### 広報資料・プレスリリースなど一次資料
1. ↑  2013年10月～12月名訳「赤毛のアン」誕生と白蓮 飯塚市観光協会
2. ↑  “アーカイブされたコピー”. 2009年9月1日時点のオリジナルよりアーカイブ。2009年7月6日閲覧。 日本将棋連盟

## 参考資料・外部リンク
- 旧伊藤伝右衛門邸
- 旧伊藤伝右衛門邸｜飯塚市観光ポータルサイト
- 旧伊藤伝右衛門邸 - 飯塚商工会議所
- 旧伊藤伝右衛門邸の庭園　国の名勝指定（飯塚市公式サイト内）2012年2月12日閲覧
- 旧伊藤邸保存育成会（飯塚商工会議所サイト内）2012年2月12日閲覧
- 旧伊藤傳右エ門氏庭園 - 国指定文化財等データベース（文化庁）
- 旧伊藤伝右衛門邸紹介動画 - 福岡インターネットテレビ

座標: 北緯33度39分42秒 東経130度41分11秒 / 北緯33.66172度 東経130.68631度